# Фсейгахарис
Фсейгахарис — юэчжийский правитель в конце I века до н. э. — начале I века, или во второй половине I века.
О Фсейгахарисе известно из нумизматического материала. На аверсе его ранее обнаруженных монет изображён обращённый вправо бюст Фсейгахариса в головном уборе в виде плоской шапочки и с гривной на шее. На реверсе показана фигура стоящего Геракла с нимбом вокруг головы, также присутствует надпись на греческом языке с именем правителя. Впоследствии были найдены и монеты с арамейской легендой. Поэтому Э. В. Ртвеладзе, отнёсший время правления Фсейгахариса к концу I века до н. э. — началу I века, предположил, что они могли быть отчеканены в Согде, где подобные легенды широко распространены. А. О. Захаров отметил полное отсутствие выпусков монет этого правителя в Бактрии. По гипотезе А. И. Наймарка, деньги Фсейгахариса, исходя из стилистических и технологических признаков, должны быть локализованы в долине Кашкадарьи, хотя, с другой стороны, и входят по общим принципам дизайна, иконографии и палеографии в одну группу с монетами Герая, Гиркода и Аштана. Наймарк датировал чеканку Фсейгахариса серединой — второй половиной I века.
По гипотезе М. Митчинера, критически оцененной Е. В. Зеймалем, Фсейгахарис, как и Сападбиз, на рубеже нашей эры были покорены другим юэчжийским правителем — «Гераем».